# Ahmed Ashkar
Ahmed Ashkar (Aleppo, Siria, 12 de diciembre de 1996) es un futbolista de Siria que juega en la posición de centrocampista. Desde 2023 juega en el Al-Fotuwa SC de la Liga Premier de Siria.

## Carrera

### Club
| Periodo   | Club              |
| --------- | ----------------- |
| 2014-2017 | Al-Horriya        |
| 2017–2019 | Al-Jaish Damasco  |
| 2019–2020 | Al-Ittihad Aleppo |
| 2020–2021 | Hutteen SC        |
| 2021–2022 | Hidd SCC          |
| 2022–2023 | Al-Ittihad Aleppo |
| 2023–     | Al-Fotuwa SC      |

### Selección nacional
Debutó con Siria el 29 de marzo de 2016 en la derrota por 0-5 ante Japón en Saitama por la clasificación de AFC para la Copa Mundial de Fútbol de 2018, y dos años después participó en los Juegos Asiáticos de 2018. Su primer gol internacional lo anotó el 23 de diciembre de 2022 en la derrota por 1-2 ante Omán en un partido amistoso en Dubái.

## Logros
- Liga Premier de Siria (2): 2017/18, 2018/19
- Copa de Siria (1): 2018
- Supercopa de Siria (2): 2018, 2019